# Pomitjna
Pomitjna (ukrainsk: Помічна, tr. Pomitjna; russisk: Помошная, tr. Pomosjnaja) er en by i det centrale Ukraine med 9534 indbyggere (2024).
Pomitjna ligger i Novoukrajinka rajon (distrikt) i Kirovohrad oblast (region) og er sæde for administrationen af Pomitjna byhromada (kommune), en af hromadaerne i Ukraine.

## Historie
I 1775, efter likvideringen af Zaporizka Sitj, forlod Kosakkerne deres vinterkvarterer og bosatte sig i slobodas og blev til bønder.
En af disse fristeder var den moderne landsby Pomitjna. Elizaveta-fæstningen i nærheden af Elizaveta var garnisoneret af Zaporozkiske kosakker. Landsbyen Pomitjna forsynede garnisonen med mad og gav derved hjælp, "pomich", og deraf navnet på bebyggelsen "Pomitjna".
Tidligere var den en bosættelse i Kherson guvernement i Det Russiske Kejserrige.
Under Anden Verdenskrig blev den besat af tyske tropper. Den 18. marts 1944 blev Pomitjna befriet fra de nazistiske besættere af tropperne fra 2. ukrainske front.